# Lissunow Li-2
Die Lissunow Li-2 (russisch Лисунов Ли-2, NATO-Codename: „Cab“) ist ein in der Sowjetunion hergestelltes zweimotoriges Passagier- und Transportflugzeug, das eine Lizenzversion der US-amerikanischen Douglas DC-3 ist und im Zweiten Weltkrieg in großem Umfang zum Einsatz kam. In anderen Quellen findet sich häufig auch die Schreibweise Lisunow Li-2. Die von zwei Kolbenmotoren angetriebene Li-2 verfügt nicht über eine Druckkabine.

## Geschichte
Im Jahre 1937 erwarb die Sowjetunion die Lizenzrechte für die US-amerikanische DC-3. Unter der Leitung von Boris Lissunow wurde eine Entwicklungstruppe beauftragt, diesen Typ auf sowjetische Anforderungen zuzuschneiden. Die Gruppe, zu der unter anderem auch Wladimir Mjassischtschew und Michail Gurewitsch gehörten, war schon ein Jahr zuvor in die USA gereist, um entsprechende Verhandlungen zu führen. Daraufhin wurden die gesamten Abmessungen der DC-3 in das metrische System übertragen. So entstand die PS-84 (Passaschirski Samoljot, Passagierflugzeug, 84 ist die Nummer des Herstellerwerkes), die eine etwas verkleinerte Spannweite sowie eine etwas erhöhte Leermasse aufwies, außerdem wurde die Seitentür auf die rechte Rumpfseite verlegt. Zudem wurden leistungsschwächere 1000-PS-Motoren verwendet, welche zwar die Höchstgeschwindigkeit gegenüber der DC-3 erheblich verringerten, dafür aber die Reichweite um über 400 Kilometer erhöhten.
Im Jahr 1938 begann der Serienbau in Chimki bei Moskau. Ab Mitte 1939 wurde die PS-84 bei der Aeroflot in Dienst gestellt und blieb bis 1947 das wichtigste Verkehrsflugzeug dieser Luftfahrtgesellschaft. Im Laufe ihrer Einsatzzeit wurde die Zahl der zu befördernden Passagiere von 14 auf maximal 28 erhöht.
Als das Deutsche Reich 1941 die Sowjetunion angriff, erhielten viele PS-84 auf dem Rumpfrücken einen drehbaren UTK-1-Waffenstand mit einem 7,62-mm-MG SchKAS, später mit einem 12,7-mm-MG UBK und ab 17. September 1942 die Bezeichnung Li-2. Während des Krieges war die Li-2 das Standard-Transportflugzeug der Sowjetunion und übernahm auch Aufgaben zur Partisanenversorgung in den besetzten Gebieten, das Absetzen von Fallschirmjägern (Li-2D) sowie den Transport von Verwundeten.
Eine als Li-2WW (Wojenny Wariant, militärische Variante) bezeichnete Ausführung erhielt im Bug sowie in zwei speziell modifizierten Luken beiderseits des Rumpfes je ein als Abwehrbewaffnung vorgesehenes SchKAS-MG und wurde als Frontbomber eingesetzt. Dazu bekamen die Li-2 äußere Waffenstationen für bis zu vier 250-kg-Bomben. Häufig wurden im Rumpfinneren zusätzlich noch leichtere Bombenkaliber mitgeführt, die von der Besatzung einfach aus der Frachtluke geworfen wurden.
Nach dem Kriegsende wurden die Li-2 wieder zu normalen Transportflugzeugen zurückgerüstet und auch in Staaten des Ostblocks eingesetzt, so auch in der VR Polen, wo sie als Li-2T(sb)-Übungsbombenflugzeuge bis 1960 Verwendung fanden. Die in Jugoslawien eingesetzten Maschinen erhielten Pratt & Whitney R-1830-Motoren und die Bezeichnung Li-3. In der UdSSR wurden die Maschinen durch die Il-12 abgelöst, allerdings flogen sie bei der Polarluftflotte noch bis in die 1970er Jahre hinein. 1956 entstand noch die als Wetterflugzeug für große Höhen konzipierte Li-2W.
Gebaut wurden nach sowjetischen Angaben 4.937 Li-2.

## Konstruktion
Die Li-2 war ein in Ganzmetallbauweise produzierter freitragender Tiefdecker mit einem rechteckigen dreiholmigen Mittelflügel und trapezförmigen Außenflügel mit hydraulischen Landeklappen. Das Leitwerk war ebenfalls freitragend und in Normalbauweise. Das Heckfahrwerk war einziehbar, wobei die Haupträder nur zur Hälfte in die Triebwerksgondeln eingefahren werden konnten. Im Winter war die Umrüstung auf Schneekufen möglich.

## Li-2 heute
Möglicherweise wird die Li-2 von der nordkoreanischen Luftwaffe bis heute eingesetzt. Angeblich sind diese Flugzeuge auf dem Flugplatz „Sondok“ stationiert, was man über Satellitenfotos nachweisen kann. Ob es sich hierbei tatsächlich um flugfähige Flugzeuge vom Typ Li-2 handelt, ist nicht mit letzter Sicherheit zu sagen.
Zurzeit befindet sich noch eine weitere Li-2 in Europa im flugfähigen Zustand. Nach fünfjähriger Restaurierung durch einen privaten Verein dient sie während der Sommermonate touristischen Rundflügen, außerdem ist sie gelegentlich bei Messen (wie z. B. der Internationalen Luft- und Raumfahrtausstellung Berlin und der Aero Friedrichshafen) in ganz Europa zu Gast. Sie trägt das Kennzeichen HA-LIX und ist auf dem Flugplatz Budaörs, einem Vorort von Budapest, stationiert. Insgesamt fünf Piloten haben heute (2006) eine Musterberechtigung (das sog. Typerating) für die Maschine; diese wurde aufgrund von alten Erfahrungen ehemaliger Li-2-Piloten sowie aus noch vorhandenen und teilweise in russischer Sprache und handschriftlich erhaltenen Handbüchern, extra neu festgelegt.
Bemerkenswert ist, dass dieses Flugzeug bis auf neue zeitgemäße Funkgeräte und einen nachgerüsteten GPS-Empfänger noch vollständig mit originaler Instrumentenausrüstung fliegt.
Obwohl es sich um einen lizenzierten Nachbau handelt, hat das Flugzeug in der Praxis nur wenig mit einer DC-3 gemeinsam. Die Flugleistungen sind aufgrund anderer (deutlich leistungsschwächerer) Motoren wesentlich geringer, die russische Instrumentierung erfordert eine besondere Einweisung und das gesamte Fluggerät unterscheidet sich in sehr vielen Details ebenfalls von seinem amerikanischen Pendant. Daher ist auch die Ersatzteilbeschaffung mit Neuteilen zunehmend problematisch. In Budaörs befinden sich noch drei weitere Li-2, von denen zumindest zwei als Ersatzteilspender dienen.
Eine weitere Maschine wurde ebenfalls in Budaörs zur späteren Ausstellung in einem Museum restauriert, ist jedoch nicht flugfähig. Vor dem Terminal-2-Gebäude des Budapester Flughafens Ferihegy befindet sich ein kleines Open-Air-Museum, in dem neben anderen Exponaten noch eine weitere Li-2 ausgestellt ist. Dabei handelt es sich um ein ehemaliges Militärflugzeug, welches nun jedoch, aufgrund des hauptsächlichen Sponsors dieses Museums, in der Malév-Bemalung erscheint.
Zahlreiche Flugzeuge desselben Typs sind noch in diversen anderen Museen zu besichtigen, so zum Beispiel in Moskau (Monino), Kiew und Krakau.

## Varianten

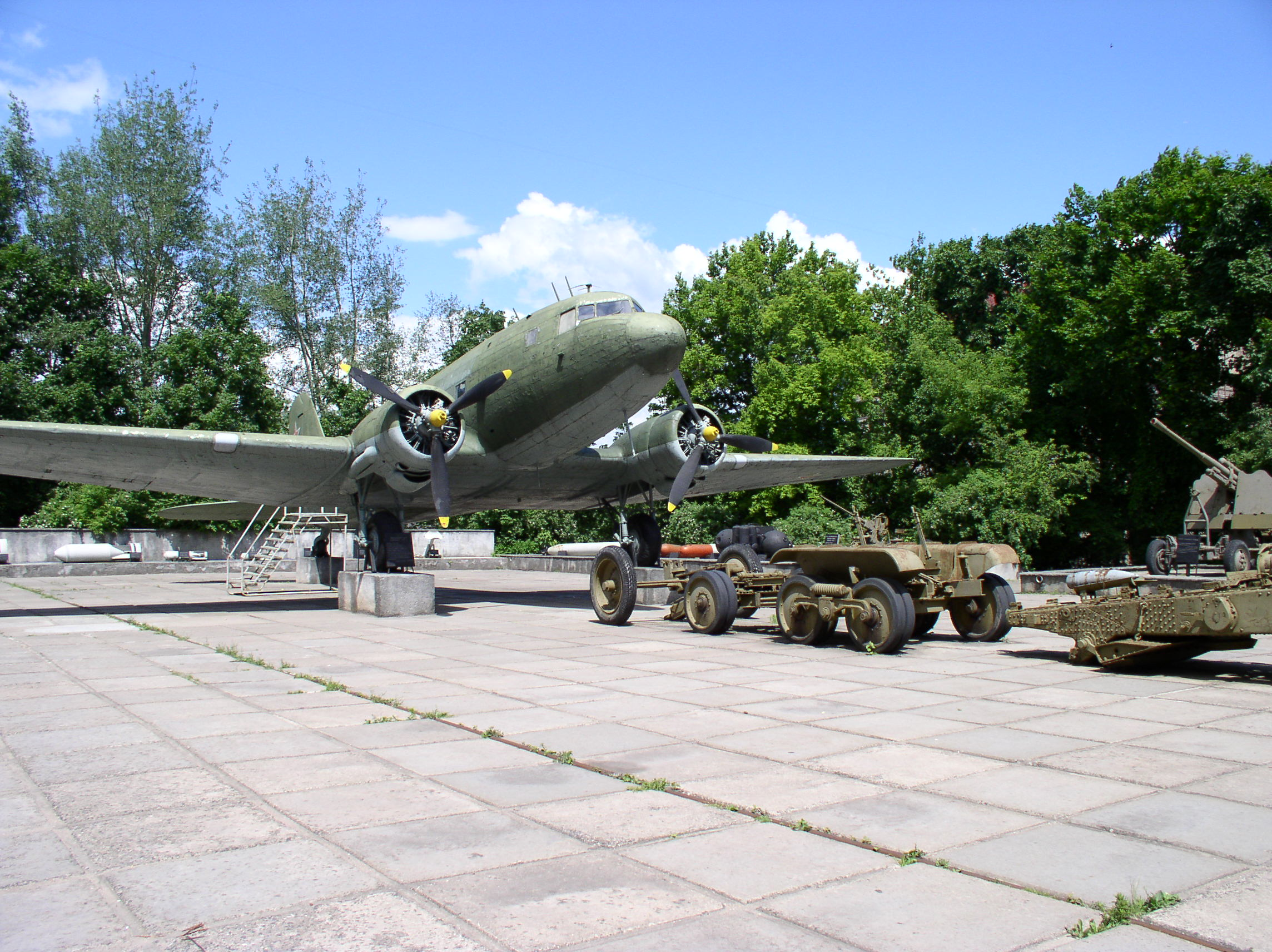
Lissunow Li-2 im Museum in Minsk

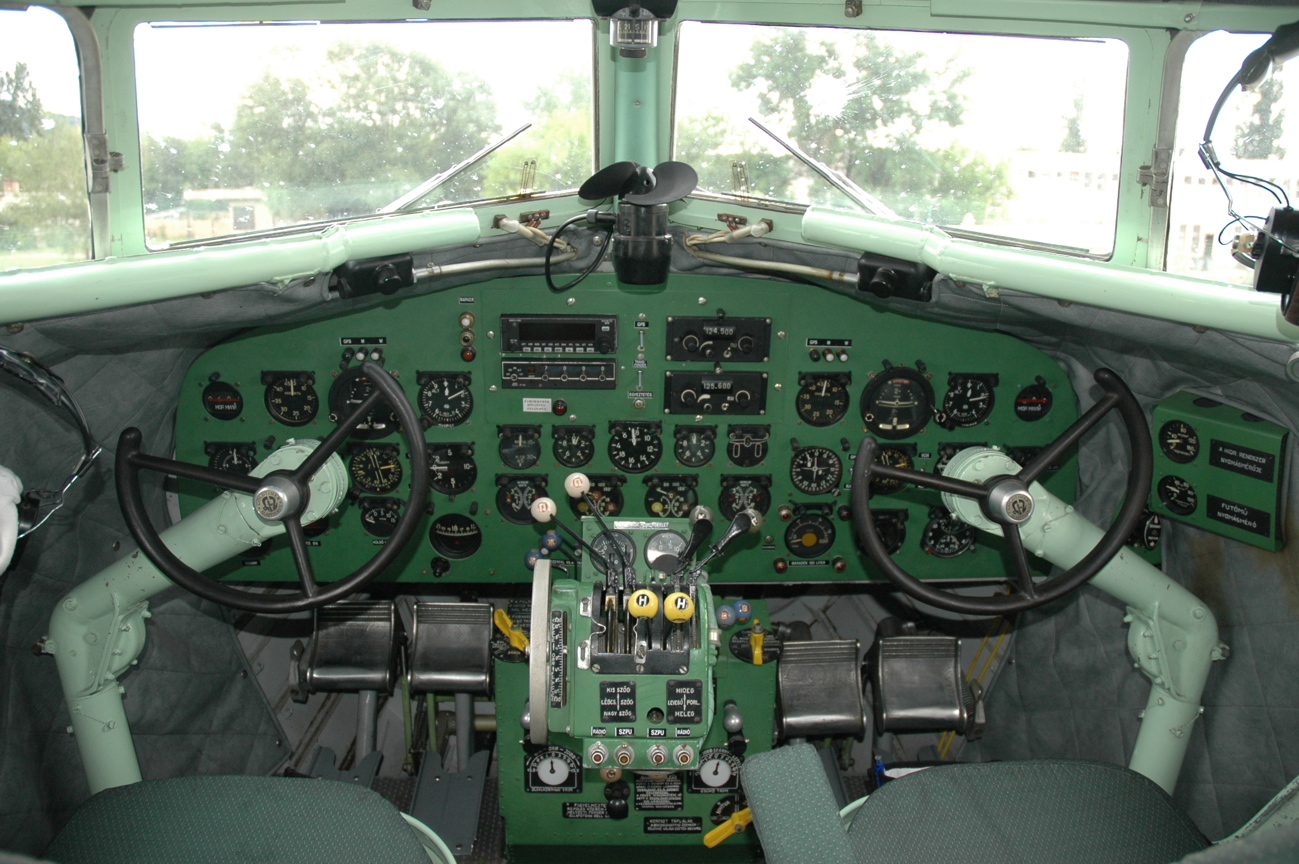
Cockpit einer Li-2

| Sowjetunion | |
| PS-84       | Ursprüngliches Passagierflugzeug (Passascherski Samoljot) mit 14 bis 28 Sitzplätzen. Im Unterschied zur DC-3 etwas kleinere Spannweite, etwas höhere Leermasse, Seitentür auf der rechten Seite und schwächere Motoren |
| Li-2        | Militärisches Transportflugzeug mit nachgerüsteter Abwehrbewaffnung (Bezeichnung ab 17. September 1942) |
| Li-2D       | Version der Li-2 zum Absetzen von Fallschirmjägern (1942) |
| Li-2WW      | Bomberversion (Wojenny Wariant) der Li-2 (1942) |
| Li-2W       | Als Wetterflugzeug konzipierte Version der Li-2 für große Höhen (1956) |
| Jugoslawien | |
| Li-3        | Li-2 mit nachgerüsteten US-Originalmotoren der DC-3 vom Typ Pratt & Whitney R-1830 |
| Polen       | |
| Li-2T(sb)   | Übungsbombenflugzeuge auf Basis der Li-2 |

## Zwischenfälle
Während der Betriebszeit der Li-2 kam es bis Oktober 2017 zu 197 bekannt gewordenen Totalverlusten (zuletzt 2004). Dabei starben 1108 Menschen. Diese Liste ist unvollständig und wurde erst begonnen (November 2017). Beispiele:
- Am 5. November 1946 kam es bei Schlechtwetterverhältnissen und chaotischen Zuständen bei der Flugsicherung am Flughafen Moskau-Wnukowo binnen weniger als 50 Minuten zu drei Abstürzen von Passagiermaschinen der Aeroflot, nachdem die Flugzeuge jeweils mehr als 2 Stunden um den Flughafen flogen und ihnen der Treibstoff ausging. Bei zwei der abgestürzten Maschinen handelte es sich um Flugzeug vom Typ Li-2 (siehe auch Flugunfall der Lissunow Li-2 CCCP-L4181 der Aeroflot und Flugunfall der Lissunow Li-2 CCCP-L4207 der Aeroflot).

- Am 12. August 1951 stürzte eine Li-2 der Aeroflot (Kennzeichen CCCP-L4314) nach einem zweifachen Triebwerksausfall beim Flugplatz Wiljuisk ab. Zwei der sechzehn Personen an Bord starben.[4]

- Am 15. November 1951 kollidierte eine Li-2P der polnischen LOT (Luftfahrzeugkennzeichen SP-LKA) kurz nach dem Start in Łódź nahe Górki Duże bei Tuszyn mit einer Hochspannungsleitung und stürzte ab. Aufgrund von Triebwerksproblemen hatte der Kommandant entschieden, den Weiterflug nicht durchzuführen. Er wurde jedoch wahrscheinlich durch Offiziere des Polnischen Sicherheitsministeriums dazu gezwungen. Alle 16 Personen an Bord starben (siehe auch Flugunfall der LOT bei Tuszyn).[5]

- Ein weiterer Unfall einer Li-2 ereignete sich am 27. Dezember 1951 und forderte 20 Todesopfer: Flugunfall bei Namzew.

- Am 22. November 1952 missachteten die Piloten einer Li-2P der bulgarischen TABSO (LZ-TUE), mit der ein Flug vom Flughafen Sofia nach Warna mit Zwischenstopp in Gorna Orjachowiza durchgeführt werden sollte, in der Absicht, Zeit und Kraftstoff zu sparen, vorsätzlich das vorgegebene Anflugverfahren. In der Folge befand sich die Maschine in unzureichender Höhe, als sie das Balkangebirge erreichte. Die Maschine prallte gegen die Flanke des Berges Weschen, etwa 20 Meter unterhalb des Gipfels. Alle 30 Insassen (26 Passagiere und 4 Besatzungsmitglieder) kamen dabei ums Leben (siehe auch Flugunfall der Lissunow Li-2 LZ-TUE der TABSO).[6]

- Am 13. Juli 1956 brachten sieben Entführer eine Li-2 der ungarischen Malév (HA-LIG) auf dem Inlandflug von Győr nach Szombathely in ihre Gewalt und veranlassten eine Kursänderung mit Landung in Ingolstadt. Das Flugzeug blieb unbeschädigt, über Personenschäden liegen keine Angaben vor. Dort beantragten sie politisches Asyl. Dies war die erste Entführung eines zum Ostblock gehörenden Verkehrsflugzeuges in den Westen.[7][8]

- Am 2. Januar 1965 verunglückte eine Lissunow Li-2 der Aeroflot (CCCP-63842) kurz nach dem Start vom Flughafen Derweze, weil aufgrund einer Fehlbedienung der Treibstoffanlage ein leerer Tank für den Antrieb der Triebwerke ausgewählt wurde. Bei dem Unfall kamen alle 24 Personen an Bord ums Leben.[9]

## Technische Daten

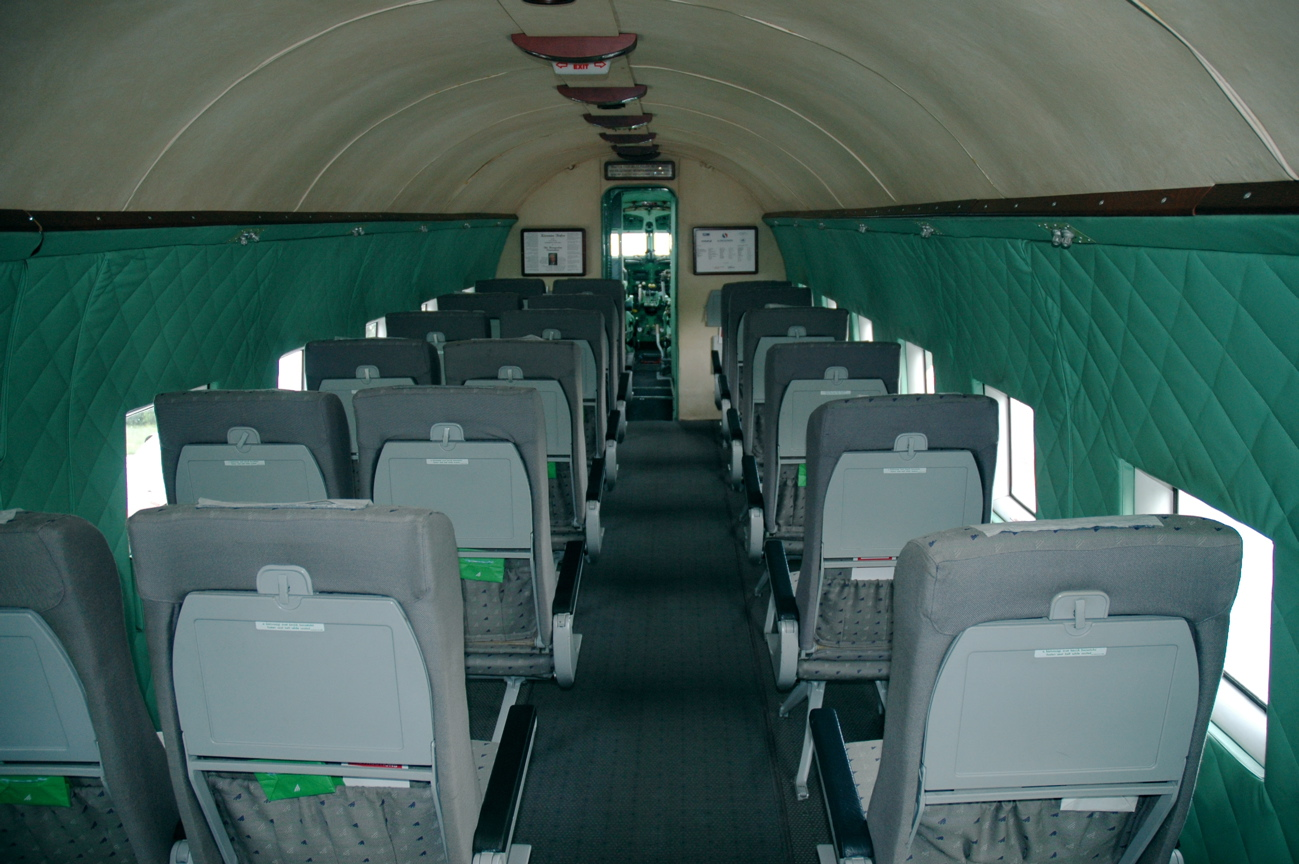
Passagierkabine einer Li-2

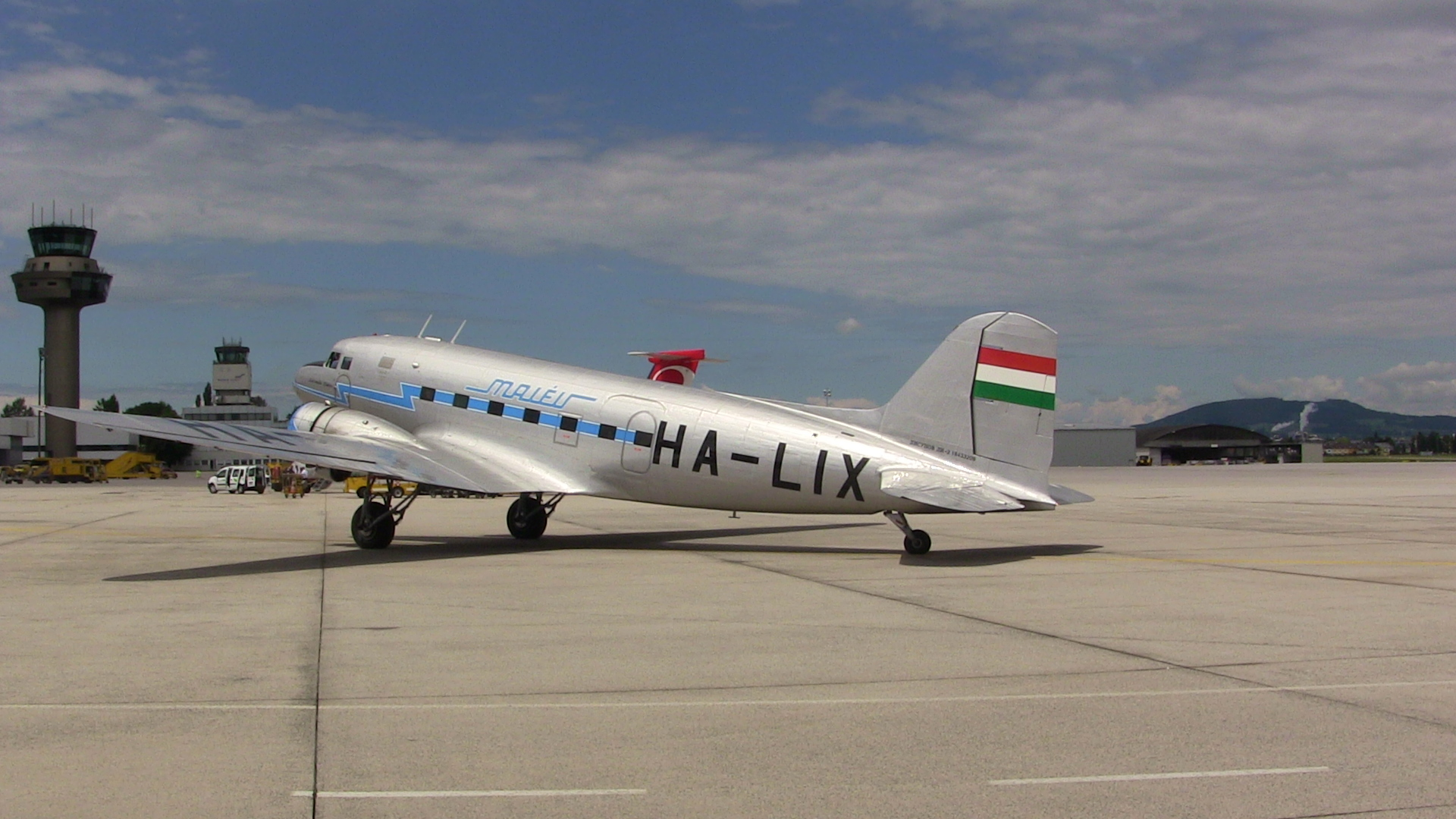
Li-2 2014 auf dem Flughafen von Salzburg

Dreiseitenriss

| Kenngröße                     | PS-84                                                                 | Li-2WW |
| ----------------------------- | --------------------------------------------------------------------- | --- |
| Besatzung                     | 4                                                                     | 5–6 |
| Passagiere                    | 14–24                                                                 | keine |
| Länge                         | 19,65 m                                                               | 19,65 m |
| Spannweite                    | 28,81 m                                                               | 28,81 m |
| Höhe                          | 5,15 m                                                                | 5,15 m |
| Flügelfläche                  | 91,70 m²                                                              | 91,70 m² |
| Flügelstreckung               | 9,1                                                                   | 9,1 |
| Fahrwerkspurbreite            | 5,63 m                                                                | 5,63 m |
| Leermasse                     | 7700 kg                                                               | 7650 kg |
| Zuladung                      | 3000 kg                                                               | k. A. |
| Startmasse                    | 10.700 kg                                                             | 11.700 kg |
| Reise-(Marsch)geschwindigkeit | max. 220 km/h                                                         | 240 km/h |
| Höchstgeschwindigkeit         | 280 km/h                                                              | 270 km/h |
| Landegeschwindigkeit          | 110 km/h                                                              | 108 km/h |
| Steigleistung                 | 5 m/s                                                                 | k. A. |
| Flächenbelastung              | 116,6 kg/m²                                                           | k. A. |
| Leistungsbelastung            | 5,3 kg/PS                                                             | k. A. |
| Start-/Landerollstrecke       | 400 m / 390 m                                                         | |
| Dienstgipfelhöhe              | 5600 m                                                                | 5600 m |
| Reichweite                    | max. 2200 km mit voller Nutzlast 1200 km                              | 2200 km |
| Triebwerke                    | zwei luftgekühlte Neunzylinder-Sternmotoren-M-62IR                    | zwei luftgekühlte Neunzylinder-Sternmotoren-M-62IR                                                                     |
| Leistung                      | Startleistung je 735,5 kW (1.000 PS) Dauerleistung je 618 kW (840 PS) | Startleistung je 735,5 kW (1.000 PS) Dauerleistung je 618 kW (840 PS)                                                  |
| Tankinhalt                    | 3110 l                                                                | k. A. |
| Bewaffnung                    | keine                                                                 | drei 7,62-mm-MG SchKAS ein 12,7-mm-MG UBK RS-82 oder RS-132 Luft-Boden-Raketen unter den Flügeln bis zu 1000 kg Bomben |
| Bombenlast                    | keine                                                                 | normal 1000 kg max. 2000 kg bei Kurzstrecken                                                                           |